# Stenoscinis adachiae
Stenoscinis adachiae är en tvåvingeart som beskrevs av Curtis W. Sabrosky 1961. Stenoscinis adachiae ingår i släktet Stenoscinis och familjen fritflugor.
Artens utbredningsområde är Arizona. Inga underarter finns listade i Catalogue of Life.